# Metamorfoz
A Metamorfoz (jelentése ’átalakulás’) Tarkan hetedik stúdiólemeze, amely 2007. december 25-én jelent meg Törökországban.
Az album dalai közül hetet Tarkan írt, három másikat Ozan Çolakoğluval közösen szereztek. Az album stílusáról és koncepciójáról a hivatalos honlap úgy fogalmaz, hogy teljesen új, a keletet a nyugattal egyesítő hangzásvilágra kell számítani, amely „mind a rajongók, mind a kritikusok számára óriási meglepetés lesz.” A lemez vegyes fogadtatást kapott a török sajtóban, ahogy Tarkan korábbi munkái is; egyes újságírók szerint ez az évek óta folytatott lejárató kampány része. A média támadásai ellenére az album 300 000 példányban fogyott a megjelenése utáni első héten.
A bemutatkozó kislemez címe Vay Anam Vay („A mindenit!”). A Metamorfoz 2008. február 1-jén jelent meg Európában, a Universal Music/Urban kiadásában, néhány országban.

## Előzmények
Tarkan török nyelvű albumot a Metamorfoz előtt 2003-ban adott ki, Dudu címmel. A 2005-ben kiadott angol nyelvű Come Closer nem váltotta be a hozzá fűzött reményeket: míg eddig minden albuma arany-, illetve gyémántlemez lett, addig a Come Closer még az előbbi elismerést sem kapta meg; nem szerepel a MÜYAP (Török Fonográfiai Intézet) legtöbb példányban eladott albumok listáján. Miután Come Closer – Tarkan korábbi eladásainak mércéje szerint – tulajdonképpen megbukott, az énekes úgy döntött, ideje újra a hazai rajongóknak kedvezni: 2007 elején kijelentette, hogy készen áll egy új, török nyelvű lemez megjelentetésére, ám a megjelenés dátumát folyamatosan halasztgatták. A Hürriyet napilap információi szerint a török nyelvű album a şeker bayramı, a ramadánt lezáró „cukorünnep” alkalmával jelent volna meg, és nyitódala a Sezen Aksu által írt Biraz nezaket (Egy kis kedvesség) lett volna, Tarkan azonban megcáfolta a híreket az Atatürk repülőtéren adott televíziós interjújában, melyben közölte, hogy az album megjelenése csúszni fog, és hogy a Sezen Aksu által írt dalt levették a listáról.

## Az albumról
Az album végül a beharangozott dátum után egy nappal, december 25-én jelent meg Törökországban. A hivatalos honlap szerint 2008-ban szerte a világon terjeszteni szeretnék. A dalok közül hetet Tarkan írt, három további pedig Tarkan és Ozan Çolakoğlu közös szerzeménye. A Metamorfoz magyarul metamorfózist, átalakulást jelent – jelezve, hogy az új album hangzása jelentősen eltér az eddigiektől. A lemezt bemutató poszteren Tarkan öltönyt visel, a haja pedig nagyon rövid – ez az újszerű megjelenés is a cím sugallatát erősíti. A borító külön érdekessége, hogy a címet Braille-írással is rányomtatták a látássérültek segítésére, az eredeti felirat azonban hibás volt. A karaktereket rosszul nyomták, és így nem Tarkan olvasható rajta, hanem Tarkaf. A hibát kijavították, és a borítót újranyomták.
A lemez stílusa keverék: dance-pop alapú, rockkal vegyítve. Hangzását a szintetizátor, az elektromos gitár és a zongora mellett a vonós hangszerek határozzák meg. Egyes újságírók az album stílusát Justin Timberlake-éhez hasonlították, amelyhez „orientális szószt kevertek, hogy könnyebben csússzon”.

### A dalok
- Részlet a Dilli Düdük című dalból

Nem tudod lejátszani a fájlt?
A dalok közül a Vay Anam Vay, a Dilli Düdük, az Arada Bir, a Hop Hop, a Çat Kapı és Dedikodu gyorsabb, ritmusosabb dalok, míg az İstanbul Ağriyor, a Bam Teli, a Gün Gibi és a Pare Pare lassúbbak, érzelmesebbek.
A dalok történetét Tarkan maga mesélte el a Yeni Aktüel magazinnak. E szerint a Vay Anam Vay egy olyan pillanatban született, amikor az énekes épp egy másik dal produkciós teendőivel volt elfoglalva. Mindössze két óra alatt írta meg, majd annyira megtetszett neki is és az album producerének, Ozan Çolakoğlunak is, hogy a többi dalt is ennek a dalnak a szellemében alakították át, illetve az album új, „metamorfikus” jellegének nem megfelelő dalokat kivették a listáról. Így a Vay Anam Vay koncepciója miatt kapta az album a nevét.
A Dilli Düdük másfél évvel ezelőtt íródott, amikor Tarkan épp egy nehéz korszakon esett át: „Akkor írtam, amikor megint csak igazságtalanul sárba taposták, kővel dobálták meg a munkám gyümölcsét. Ugyanebben az időszakban egy számomra kedves zenész társamat is hasonló igazságtalanság érte. Ekkor már tényleg nagyon mérges voltam. Ezt a dalt mindazoknak írtam, akik odafigyelés nélkül, megértés nélkül, a bolhából is elefántot csinálva, meggondolatlanul mások lelkébe taposnak!”.
A Çat Kapı című dalban a szerelemmel szembeni tehetetlenségét akarta kifejezni az énekes, aki már többször is átélte az érzést, miszerint hiába határozza el, hogy soha többé nem lesz szerelmes, végül mégsem tud ellenállni.
Ezzel ellentétben a Hop Hop politikai felhangokkal bír. Arról szól, hogyan használja ki a kisembert az állam a saját céljainak elérésére, és hogy a mostani politikai rendszerek „semmire sem jók”, hiszen a világ tele van erőszakkal, háborúval, az emberi jogokat nagyon sok helyen eltiporják, nyakunkon a globális felmelegedés, ami ellen nem sokat tesznek a kormányok. Tarkan nyilatkozata szerint a dal ezekkel a problémákkal foglalkozik, és arra buzdít, hogy össze kell fognunk, függetlenül attól, hogy milyen neműek és bőrszínűek vagyunk vagy milyen vallási nézetekkel bírunk.
A Pare Pare című dalról a következőképpen nyilatkozott a Yeni Aktüelnek:
Ebben a dalban teljes odaadással tártam ki a szívemet a hallgatóság felé. Azt az énemet akartam megmutatni, ami a külvilág felé egészen másat mutat magából, valójában azonban egy világ fájdalma forrong benne. Nekem is megvan a magam története, ahogy mindenkinek. Senkit sem lenne szabad előítéletekkel megítélni. Mindenki mást mutat magából a külvilág felé, mint aki valójában, erre akartam emlékeztetni a hallgatóságot.
A Gün Gibi a szerelemnek köszönetet mondó szerelmes férfi vallomása, „A rózsáját megtaláló fülemüle boldogságéneke.”
Az İstanbul Ağliyor mindazok számára íródott, akik átélték már az elválás, a magány fájdalmát, hogy érezzék, nincsenek egyedül az érzéseikkel.
Az Arada Bir egy önértékelő dal, egy vallomás, melyben fény derül arra, hogy Tarkan megtapasztalta már az úgynevezett „kettős kapcsolatokat”, melyek szerinte az ember természetéből fakadnak: mindenki először a saját énjével foglalkozik, és saját igazát keresi, a végén azonban, ha megérti, milyen helytelenül viselkedett, helyreállhat az egyensúly a kapcsolatban.
A Bam Teli az emberi kapcsolatokban lejátszódó pszichológiai játszmákról szól, amikor az emberek gyakran akarva megbántják a másikat, sokszor gyógyíthatatlan sebeket okozva. Tarkan szerint néha helyesebb nem belemenni ezekbe a játszmákba, hallgatni, megértéssel fogadni a másikat és az időre bízni a dolgot.
A pletyka árnyoldalait mutatja meg a Dedikodu című dal, melyben Tarkan a hallgatóságot szólítja meg, kérve őket, hogy a róla írt pletykákkal, pénz- és hírnévhajhászó rosszindulatú álhírekkel ne foglalkozzanak.

### Európai kiadás
A Metamorfoz 2008. február 1-jén az Urban (a Universal Music német alvállalata) kiadásában jelent meg Németországban. Itt az album módosított változatát terjesztik, melyen a Vay Anam Vay videója is szerepel. Az Urban által kiküldött hírlevél szerint az első koncertsorozatot májusban bonyolították le.

## Fogadtatás
A Metamorfoz megjelenése utáni első héten 300 000 példányban fogyott, és jelenleg (2008. január) is listavezető. Mindezek mellett az énekes különös elismerésben részesült: a Türk Dil Kurumu (Török Nyelvintézet) igazgatója levelet küldött Tarkannak, melyben gratulált az általa írt, szép nyelvezetű dalszövegekhez, kiemelve a gazdag török nyelv legszebb közmondásainak és idiómáinak használatát. Külön kiemelte, hogy Tarkan mindezzel „példát mutat a fiataloknak” a hagyományok őrzésében. Az album megjelenése kapcsán írt cikkében Ecevit Kılıç, a Sabah napilap újságírója, a „zene Orhan Pamukjának” nevezte Tarkant, mert akárcsak Pamuk az irodalomban, Tarkan is a saját útját járja, mindegy, mennyire kritizálja a sajtó. Mindeközben a Metamorfoz – a Vatan napilap információi szerint – „bombaként robbant” a piacon: míg a boltokban 300 000 példány fogyott, a 2007. december 30. – 2008. január 6-i héten a TTNetMüzik portálról – az egyetlen internetes MP3-üzlet, ahol Tarkan dalait legálisan le lehet tölteni – 49 000-szer töltötték le a dalait, ami a portál legtöbbet letöltött előadójává tette.
Az album vegyes fogadtatásban részesült a török sajtóban. Néhány újságíró védelmébe vette Tarkant, kijelentve, hogy a kritikusoknak végre a zenéjével kellene törődniük, és nem a viselt ruhadarabjaival, ami a lemez megjelenése óta a sajtó kedvenc témája. Tuna Serim újságíró egyik írásában rámutatott, hogy a sajtóban valóságos hajsza folyik a Tarkan-hírekért, a csatornák képesek az eredeti műsorbeosztást is megváltoztatni emiatt, így akármennyire is kritizálják, mégis elsődleges hírértékű. Az írónő arra is rámutatott, hogy egyetlen országban sem számít elsődleges hírértékűnek egy videóklip megjelenése, míg Törökországban Tarkan Vay Anam Vay című klipjének bemutatását a csatornák a hírműsoraikban elemezték. A Hürriyet tudósítója, Cengiz Semercioğlu szerint pedig most már bizonyos, hogy „anti-Tarkan lobbi” van a hazai médiában, melynek oka valószínűleg az, hogy az énekes távol tartja magát a bulvársajtótól, így akármit tegyen is, mindenbe belekötnek. Más újságírók és zenei kritikusok szerint ez a legrosszabb album, amit valaha kiadott, előző munkáit ismétli, és nincs benne semmi eredeti. Volt olyan zenei kritikus, aki közölte, hogy ő nem hajlandó még meghallgatni sem az albumot, míg mások nem értik, mi kivetnivalót talál a többi kritikus a dalokban.
Tolga Akyıldız, a Hürriyet napilap egyik legnépszerűbb rovatvezetője csak két hónappal a megjelenés után, február elején írta le a véleményét az albumról, mondván, hogy szerette volna megvárni, míg elülnek az olyan napi szintű rágalmazások, mint hogy Tarkan az Erol Köse kiadó egyik művészétől „lopta” az új imidzsét, mert „már nem bírja bevenni a gyomrom az ilyesmit”. Akyıldız véleménye szerint nincs az albummal semmi baj, jók a dalok, de itt lenne az ideje, hogy Tarkan végre sokkal bátrabb legyen:
Hogy őszinte legyek, a Metamorfoz először azt juttatta eszembe, milyen jó dalszerző is Tarkan. A dalok nagy része jó. Az album producere, Ozan Çolakoğlu pedig a világ egyik legjobbja. Can Şengül a gitár mestere. Akkor mégis hol a probléma? A probléma a hangzás. Valószínűleg ott a probléma, hogy Tarkan teljesen átengedte a hangzás fölötti uralmat Çolakoğlunak. Amikor először hallottam a Vay Anam Vay-t, azt gondoltam, igen, ezzel az elektro-dance-es hangzással jó úton járnak. De mikor meghallgattam a teljes albumot, rájöttem, hogy Tarkan egyszerűen nem elég bátor, képtelen kockázatot vállalni, és elszakadni önmagától. Nem kell beszélnem a dalokról. Ez egy igazi Tarkan-album, jók a dalok, tartani fogja magát, eladható; mindez egészen más lapra tartozik. Ahogy már mondtam, az igazi kihívás az, hogy Tarkannak végre át kell lépnie saját magán. Nem kell neki a saját legjobb megtestesülésének lennie, épp elég ilyen „megtestesülés” szaladgál odakinn. Itt az idő új dimenzióba lépni, megkockáztatni a [török popzenei] dominanciája elvesztését és bátran nyitni az új felé. Ennek a magvait vetette el a Metamorfozban, de Tarkannak határozottabbnak kell lennie. Már csak hogy az album nevében is legyen némi igazság…
A Hürriyet információi szerint a Török Nyelvintézet (Türk Dil Kurumu) online szótárában harmadik legtöbbet keresett szó volt a metamorfoz 2008 januárjában.
A külföldi rádiók között elsőként a washingtoni perzsa Javan Radio kezdte el játszani a Metamorfoz dalait, a hallgatók kérésére.

## Videók

### Vay Anam Vay
A videót 2007-ben forgatták az İstanbul Film Sokağı stúdióiban, a rendező az a Kıvanç Baruönü, aki a G.O.R.A. című nagy sikerű Cem Yılmaz-film speciális effektusaiért volt felelős. A forgatás egy napig tartott; a videó nagyrészt bluebox technikával készült, a háttereket később, digitálisan varázsolták a szalagra. A klipben Tarkan partnerét az izraeli modell, Liraz Dror alakítja. A videó 2008. január 15-én került adásba a török televíziókban.
Akárcsak az albumborító, a videó színvilágában is a szürke dominál, melyet egyedül a virtuális színpad vörös színe élénkít kissé. A klip hangulatvideó, azaz nem egy történetet mesél el. Tarkan különböző helyszíneken énekli a dalt: először egy kivilágított virtuális folyosón látjuk, aztán egy padláson, egy fehér szófán ülve, majd egy üres raktárépületben táncol, a negyedik helyszín pedig egy virtuális színpad, egyetlen mikrofonnal, hatalmas vörös bársonyfüggönnyel, és egy kivetítővel, ahol Liraz Drort látjuk egy ágyon fekve. Tarkan öltözéke is egyszerű: három öltözékben látjuk; az albumborítón is viselt szürke öltönyben, egy fekete nadrágban, ingben, mellénnyel, sportcipővel; illetve farmerban, bőrdzsekiben és egy sárga színű Bruce Lee-mintázatú pólóban.

### Pare Pare
Az előzetes hírekkel ellentétben, miszerint a Metamorfoz második videóklipje a Dilli Düdük dalhoz készült, mégis a Pare Pare (Darabokban) című dal 35 mm-es filmre forgatott kisfilmje került adásba a török televíziókban. A videót Altan Dönmez rendezte, aki több Tarkan-klipet is jegyez (Gülümse Kaderine, Sorma Kalbım), a forgatás egy napig tartott az isztambuli Ata Studios-ban. A Vay Anam Vay-hoz hasonlóan a Pare Pare is hangulatvideó: Tarkan egy füsttel borított színpadon állva énekli a lassú, érzelmes dalt.

### Arada Bir
A lemez harmadik videóklipje teljes titokban készült el, a rajongók számára a dal címét mindössze néhány nappal a 2008. június 12-i bemutató előtt fedték fel. Az Arada Bir (Néha) című dal klipjét egy Kırklareli lezárt útszakaszon forgatták. A két napos forgatáson a veszélyes jelenetekben (a furgonról átugrik egy másik autó tetejére) dublőr helyettesítette az énekest. Az előadóművész-rendező Metin Arolat által készített klipben Tarkan egy piros furgont vezet és a kiszemelt hölgyet próbálja meggyőzni szerelméről. A vajszínű, nyitott, régi típusú kabrió autót vezető lányt a romániai modell, Anda alakítja. A videofilm utómunkálatai, beleértve a grafikai teendőket, tizenöt napig tartottak. A klipet először csak a hivatalos honlapon lehetett megtekinteni. Arolat több klipet is rendezett már Tarkannak, például a Salına Salına Sinsice és a Kuzu Kuzu videóját.

### Dilli Düdük
A Metamorfoz negyedik videóklipje a Dilli Düdük (Pletykafészek) című dalhoz született, rendezője Murat Onbul. Az előkészületek, a forgatás és az utómunkálatok három hónapig tartottak, a videót bluebox technikával készítették, HD minőségben, 120 képkockás storyboard (képes forgatókönyv) segítségével. A teljes háttér és a klipben szereplő járművek és épületek is számítógépes grafikával készültek, 35 fős stáb dolgozott a virtuális világ elkészítésén.
A dal szövege a török bulvársajtóról szól, és a videóklip is ennek megfelelően készült: hang- és képfelvételeket vágtak be a bulvársajtó Tarkanról készült híradásaiból.

## Metamorfoz Remixes
2008. augusztus 1-jén megjelent a Metamorfoz dupla lemezes kiadásban, ahol a Metamorfoz remixes című második lemezen 11 dal található, ezek közül egyet Dj. Tiësto mixelt. Az albumfotókat Koray Kasap készítette.
A remixalbumon hallható dalok listája:
1. Pare Pare Tiesto Mix – Dj. Tiësto
2. Vay Anam Vay Electrofied – Kıvanç K, Omar Basaad
3. Arada Bir Be Funkee Mix – Levent Gündüz
4. İstanbul Ağlıyor Hökenek Mix – Serkan Hökenek
5. Dilli Düdük – Suat Ateşdağlı, Yalçın Aşan
6. Vay Anam Vay Erdem Kınay Mix
7. Dedikodu Ozan Doğulu Mix
8. Arada Bir Ozan Çolakoğlu Mix
9. Vay Anam Vay Gürcell Mix – Gürsel Çelik
10. Çat Kapı Hökenek Mix – Serkan Hökenek
11. Hop Hop Kıvanç K Gangsta Mix – Kıvanç
12. Vay Anam Vay Elektherock Mix – Hüseyin Karadayı
13. İstanbul Ağlıyor M. Matthew Erdem Mix – Murat Matthew Erdem

## Koncertek
Tarkan a Metamorfoz dalaival először Bakuban lépett fel 2008. május 10-én és 11-én. A londoni Absolute Events szervezésében Tarkan áprilisban a Wembley Arénában adott koncertet, ahol előzenekarként a maNga együttest harangozták be.

## Kritika

### Kritikusok, újságírók véleménye
- Michael Show:[38]

Az album tónusa kicsit rockos, a jellege nem veszett el az utómunkálatok során; általánosságban véve a már megszokott Tarkan-hangzást tapasztaljuk. Nem vitték túlzásba az elektronikát, nem beszélhetünk olcsó hangzásról sem. Középtempójú, naprakész, és ami a legfontosabb, 10 év múlva sem fog veszíteni zenei aktualitásából. Talán arra, hogy az album elejétől a végéig ugyanolyan hangzású és ritmikájú, rásüthetjük „a rendben van, hisz egységes” jelzőt, de talán egy ekkora sztárnak sokkal színesebb hangzásvilágú albumot kellene készítenie. Lehetne például egy dance-dal, egy ballada, egy pop-rock dal vagy éppen egy kemény rockszám az albumon, sokkal színesebbé lehetett volna tenni vele. Végül pedig: nincs ez az album eltúlozva, és nem olyan rossz, hogy köpködni kellene rá, és nem is olyan tökéletes, hogy átvehetné Tarkan régi nagy slágereinek helyét. Tarkan mindenféle merevségtől mentes, tiszta albumot készített; Vay Anam Vay – Dilli Düdük – İstanbul Ağlıyor – Arada Bir – Dedikodu - ezek a dalok mindenképpen hátukon viszik az albumot, bárcsak a többi is ilyen lenne.
- Yasemin Kağa (A Sony BMG termékmenedzsere):[39]

Nagyon fontos, hogy ki a kritikus, aki értékeli az albumot. Én úgy gondolom, hogy ezeket a dalokat is sokat fogjuk még hallani. Tarkan zenei értelemben véve újdonságot hozott. A dalok másmilyenek, az effektek is mások. Tudom, hogy hosszú ideje dolgoztak rajta.
- Ahmet San (producer, Tarkan korábbi menedzsere):[39]

Szerintem nem rossz [az album]. Ahogy Tarkan is mondta: „Az én dalaim olyanok, mint a [török] tea, ha állni hagyják, még jobb lesz”. Tényleg így van. Tarkan nagyon is jól ismeri a saját normáit, azt is tudja, milyen stratégiát alkalmazzon. Ha csinál valamit, azt mindig helyesen teszi. Akármit tegyen is, mindig lesz rá vevő. Van is. Ilyen rövid idő alatt 300 ezer darabot adtak el az albumából. Van akinek tetszik, van akinek nem, de ő mindig volt és mindig lesz. Kritizálhatják az imidzsét, de ő szerintem akkor is mindig Tarkan marad.
- Ercan Saatçi (a Rec by Saatchi kiadó tulajdonosa):[39]

Nekem tetszettek a dalok. A zenei piac szempontjából nagyon szeretném, ha jól fogyna az album. Ha már Tarkan sem tudna eladni, akkor a többi török album igencsak kétségbeejtő helyzetbe kerülne. Tarkan teljesen stílust váltott. Meglepőnek találtam a hangzásvilágát.
- Sina Koloğlu (újságíró):[39]

Ahogy mindig is, most is erős alapokon nyugszik az album. Nem az én stílusom, de ha az albumot magát nézzük, akkor helyes alapokon nyugszik.
- Naim Dilmener (zenei kritikus)[39]

Az album Tarkan zenei színvonalához képest nem elég jó. Tarkan olyan sztár, aki mindegyik albumát felül tudta múlni eddig. Ez az oka annak is, hogy egyre többet várunk tőle. Hozzászoktatott minket a jó minőséghez, így most is egy olyan albumot vártunk, ami felülmúlja a Dudut [a legutolsó török nyelvű albumát]. Nem jött össze. Ismétli önmagát, olyan ez a lemez, mint a korábbiak.

### Zenészek, énekesek véleménye
Az arabeszk zene „császárának” tartott İbrahim Tatlıses énekes-műsorvezető szerint a Metamorfoz „tényleg jól sikerült album”, a kritikusok igazságtalanok vele. Az énekes hozzátette, Törökországban a „gyümölcsöt termő fát kővel dobálják, és Tarkannak túl gazdag a gyümölcstermése”. A szókimondó stílusáról ismert énekesnő, Nil Karaibrahimgil a Hürriyetnek írt cikkében mélységesen elítélte a sajtóban megjelent kritikákat, mondván, hogy Törökországban, úgy látszik, csak az a fontos, hogy kritizálhassák az előadó megjelenését, mondatait, hibákat keressenek, és ujjal mutogassanak arra, akit valamikor ők maguk emeltek piedesztálra.
Az elismert török popénekes, Kayahan a Bugün napilapnak adott interjújában elítélte a Metamorfoz kritikusait. A művész szerint ezek az úgynevezett kritikusok egyáltalán nem értenek a zenéhez, ráadásul megpróbálják kimozdítani Tarkant a piacon elfoglalt pozíciójából: „Tarkan jól énekel. Kíváncsi lennék, hogy azok, akik most a lejáratásán dolgoznak, kivel vagy mivel akarják őt helyettesíteni. Igazságtalanok vele. Hagyják végre békén Tarkant!”

## Számlista
Az összes dalszöveg szerzője Tarkan. 
| #   | Cím                                | Zene                   | Hossz |
| --- | ---------------------------------- | ---------------------- | ----- |
| 1.  | Vay Anam Vay (A mindenit!)         | Ozan Çolakoğlu, Tarkan | 4:05  |
| 2.  | Dilli Düdük (Pletykafészek)        | Tarkan                 | 3:39  |
| 3.  | Arada Bir (Néha)                   | Tarkan                 | 4:10  |
| 4.  | İstanbul Ağlıyor (Isztambul zokog) | Tarkan                 | 4:50  |
| 5.  | Hop Hop (Hé, hé!)                  | Tarkan                 | 4:23  |
| 6.  | Dedikodu (Pletyka)                 | Tarkan                 | 4:21  |
| 7.  | Bam Teli (Ahol fáj)                | Tarkan                 | 4:36  |
| 8.  | Gün Gibi (Akár a nap)              | Tarkan                 | 4:59  |
| 9.  | Çat Kapı (Hirtelen)                | Tarkan, Ozan Çolakoğlu | 3:37  |
| 10. | Pare Pare (Darabokban)             | Ozan Çolakoğlu         | 5:16  |

## Közreműködők
- Producer: Ozan Çolakoğlu, Tarkan
- Hangszerelés: Ozan Çolakoğlu
- Mix: Ozan Çolakoğlu
- Hangfelvétel, edit és mix: Murat Matthew Erdem
- Stúdió: Sarı Ev, Imaj
- Mastering: Miles Showell / Metropolis Group Ltd.
- Fénykép: Tamer Yılmaz
- Haj: Yıldırım Özdemir
- Smink: Neriman Eröz
- Grafikai tervezés: İsmail Aylakcı, Onur Güngör
- Szerkesztés: Hande Menekşe
- Nyomás: GD Ofset

### Zenészek
- Elektromos gitár: Can Şengün
- Akusztikus gitár: Can Şengün, Michael Annas Allaf
- Basszusgitár: Alp Ersönmez
- Hegedű: Gündem Yaylı Grubu
- Ütősök: Mehmet Akatay